# Goli
Goli (que en croat significa «àrid») és una illa davant de la costa nord de la mar Adriàtica, entre el litoral nord-est de l'illa Rab i el continent, en el que avui és el comtat de Primorje-Gorski Kotar al país europeu de Croàcia. L'illa és àrida i està deshabitada. La seva costa nord és gairebé completament buida, mentre que el sud té una petita quantitat de vegetació, així com una sèrie de cales. La superfície total de l'illa és de 4,54 km², i l'altitud màxima de 357 metres.
L'illa va ser des dels inicis de Iugoslàvia fins al seu tancament el 1956 una presó per tancar a líders polítics. La presó va estar sota secret fins que es va descobrir que els presoners vivien en condicions inhumanes, i es va acabar tancant. Els presos havien de fer treballs a l'aire lliure durant unes dotze hores, després dormien a les seves cel·les sis hores i les altres sis hores eren per al temps lliure i els menjars. Van arribar a morir 4.500 retinguts, i avui dia només els pastors viuen a l'illa.

## Presoners famosos
- Šaban Bajramović, músic serbi d'ètnia gitana
- Panko Brashnarov, polític búlgar i macedoni
- Vlado Dapčević, activista revolucionari montenegrí
- Adem Demaçi, polític i escriptor albanokosovar
- Teki Dervishi, escriptor albanès
- Vlado Dijak, escriptor bosnià
- Alija Izetbegović, expresident de Bòsnia i Hercegovina[3]
- Nikola Kljusev, exprimer ministre de Macedònia
- Tine Logar, lingüista eslovè
- Venko Markovski, escriptor búlgar i macedoni
- Dragoljub Mićunović, sociòleg, partisà i polític serbi
- Dragoslav Mihailović, escriptor serbi
- Aleksandar Popović, escriptor serbi
- Alfred Pal, pintor i dissenyador gràfic croat
- Dobroslav Paraga, polític croat
- Igor Torkar, escriptor eslovè
- Vlasta Velisavljević, actor serbi
- Ante Zemljar, escriptor i partisà croat
- Savo Zlatić, metge i polític croat
- Vitomil Zupan, escriptor eslovè